# كاتي لوكليرك
كاتي لين لوكليرك (بالإنجليزية: Katie Leclerc)‏ (ولدت في 6 نوفمبر 1986)  هي ممثلة أمريكية. وقد ظهرت في العديد من المسلسلات التلفزيونية، بما في ذلك فيرونيكا مارس و فاشن هاوس ‏ و ذا بيغ بانغ ثيوري . في عام 2011 ، مثلت في المسلسل التلفزيوني بُدّلتا عند الولادة ، حيث قامت بدور دافني فاسكيز .

## الحياة الشخصية

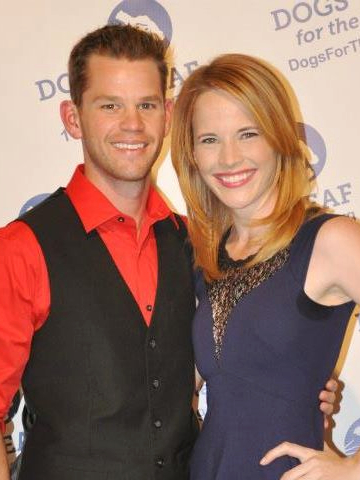
كاتي لوكلير مع ريان لين في حفل خيري للكلاب من أجل الصم في أبريل 2013

ولدت كاتي لوكلير في سان أنطونيو ، تكساس ، ونشأت في ليكوود ، كولورادو . هي من أصل كندي فرنسي. هي الأصغر بين ثلاثة أشقاء.  بدأت تعلم لغة الإشارة الأمريكية في السابعة عشرة من عمرها، قبل أن تكتشف أنها مصابة بمرض منيير ، الذي يؤدي إلى فقدان السمع. أختها الكبرى تُعلم أيضا لغة الإشارة الأمريكية.  يعاني كل من والدها وشقيقتها الكبرى من مرض منيير أيضًا. 
تزوجت من صديقها لزمن طويل برايان هابكوست، وهو بائع عقارات، في 6 سبتمبر 2014.  في يوليو 2017 ، تقدمت لوكليرك بطلب الطلاق من زوجها. 

## مسارها المهني
اكتشفت كاتي لوكلير شغفها بالتمثيل في الصف السابع عندما حصلت على دور رائد في إنتاج آني .   انتقلت بعد ذلك إلى سان دييغو ، لمتابعة المسرح في مدرسة فالي سنتر الثانوية. شاركت في الإعلانات التجارية لشركة بيبسي وسينغيولار وكومكاست وجنرال إلكتريك . في عام 2006 ، كانت في فيديو راسكال فلاتس " ما يؤلمني أكثر " كطالبة في الفصل الدراسي. بدأت حياتها المهنية في التلفزيون عندما قامت ببطولة مسلسل فيرونيكا مارس . منذ ذلك الحين، عملت في العديد من البرامج التلفزيونية الأخرى. كان دورها التمثيلي الرئيسي في برنامج بُدّل عند الولادة ، حيث تلعب دور دافني فاسكويز، وهي مراهقة صماء تم إعطاؤها للعائلة الخطأ بعد الولادة. 
 "لقد قدمني وكيل أعمالي لطلب على مستوى البلد موجه لأداء أدوار إيميت ودافني. انتهى بي الأمر إلى الحصول على مكالمة هاتفية، وحينها طُلب مني تجربة "لهجة الصم". إنه شيء ناقشناه بتعمق. أردنا التأكد من أن صورتي كانت محترمة وتم تنفيذها بشكل صحيح. في الوقت نفسه، شعرنا أن استخدام لهجة الصم سيكون اختيارًا قويًا للشخصية. 

## أعمالها

### الأفلام
| السنة | العنوان                | الدور          |
| ----- | ---------------------- | -------------- |
| 2009  | Flying By              | Ally           |
| 2009  | The Inner Circle       | Claire         |
| 2015  | The Ones               | Katie          |
| 2015  | Mesmerized             | Kate Hawthorne |
| 2015  | Holiday Breakup        | Kelly          |
| 2015  | The Reckoning          | Katherine      |
| 2016  | Stars Are Already Dead | Ireland        |
| 2017  | Party Boat             | Kiley          |

### التلفاز
| السنة       | العنوان                            | الدور                     | ملاحظات                                                                      |
| ----------- | ---------------------------------- | ------------------------- | ---------------------------------------------------------------------------- |
| 2005        | فيرونيكا مارس                      | كريستال                   | الحلقة: " صمت الحمل "                                                        |
| 2006        | فاشن هاوس ‏                         | سارا                      | دور متكرر (4 حلقات)                                                          |
| 2007        | The Naked Trucker and T-Bones Show | ملكة توكرفيل              | الحلقة: "تحية لأمريكا"                                                       |
| 2007        | القديسين والمذنبين                 | عروس                      | الحلقة: "الرقص، ثورة الرقص"                                                  |
| 2008        | The Riches                         | فتاة مراهقة               | الحلقة: "أضواء ليلة الجمعة"                                                  |
| 2008        | The Ex List                        | ميلة                      | الحلقة: "احم واخدم"                                                          |
| 2010        | The Hard Times of RJ Berger        | فتاة صماء                 | الحلقة: "Lily Pad"                                                           |
| 2011 ، 2017 | The Big Bang Theory                | إميلي                     | الحلقات: "The Wiggly Finger Catalyst" ، "The Detection Detection Automation" |
| 2011-2017   | بٌدّل عند الولادة                    | دافني فاسكويز             | الدور القيادي                                                                |
| 2012        | ت. م. ا: تحقيقات مسرح الجريمة      | كريستين                   | الحلقة: "Play Dead"                                                          |
| 2013        | حياتي توليفها                      | أماندا                    | الحلقات: "أماندا" ، "اضطراب في القوة"                                        |
| 2013        | الاعتراف                           | كاتي لاب                  | فيلم تلفزيوني                                                                |
| 2014        | كوميونيتي                          | أغنية مرحة                | الحلقة: " تحليل الشبكات القائمة على الفلين "                                 |
| 2015        | غائم مع فرصة للحب                  | ديبي ميتكالف              | فيلم تلفزيوني                                                                |
| 2015        | الحساب                             | كاتي لاب / كاثرين مايفيلد | فيلم تلفزيوني                                                                |
| 2017        | اعترف                              | أوبورن ريد                | سلسلة ويب                                                                    |
| 2017        | نفسية في القانون                   | تينا                      | فيلم تلفزيوني                                                                |
| 2019        | انتقام عروس                        | ميا                       | فيلم تلفزيوني                                                                |

## جوائز وترشيحات
| العام | الجائزة                                            | العمل                     | نتيجة | مرجع   |
| ----- | -------------------------------------------------- | ------------------------- | ----- | ------ |
| 2011  | جوائز اختيار المراهقين لجائزة Choice Breakout Star | بُدّل عند الولادة           | رُشِّح   | [ 10 ] |
| 2013  | جائزة تلفزيون TwoCents لدراما كوينز                | تم استبداله اثناء الولادة | فوز   | [ 11 ] |

## روابط خارجية
- كاتي لوكليرك على موقع IMDb (الإنجليزية)
- كاتي لوكليرك على موقع ميتاكريتيك (الإنجليزية)
- كاتي لوكليرك على موقع روتن توميتوز (الإنجليزية)
- كاتي لوكليرك على موقع قاعدة بيانات الأفلام العربية
- كاتي لوكليرك على موقع ألو سيني (الفرنسية)
- كاتي لوكليرك على موقع تيرنر كلاسيك موفيز (الإنجليزية)
- كاتي لوكليرك على موقع أول موفي (الإنجليزية)
- كاتي لوكليرك على موقع قاعدة بيانات الفيلم (الإنجليزية)
- كاتي لوكليرك على موقع كينوبويسك (الروسية)